# Ингпен, Роберт
Роберт Ингпен (англ. Robert Ingpen, род. 13 октября 1936, Джелонг, Виктория, Австралия) — австралийский художник, известный как иллюстратор детских книг, дизайнер, писатель, эколог и искусствовед. Художник проиллюстрировал более ста книг: естественно-научных, исторических, детских. Лауреат национальных и международных премий. Роберт Ингпен является единственным австралийцем, удостоенным премии Ханса Кристиана Андерсена.

## Биография

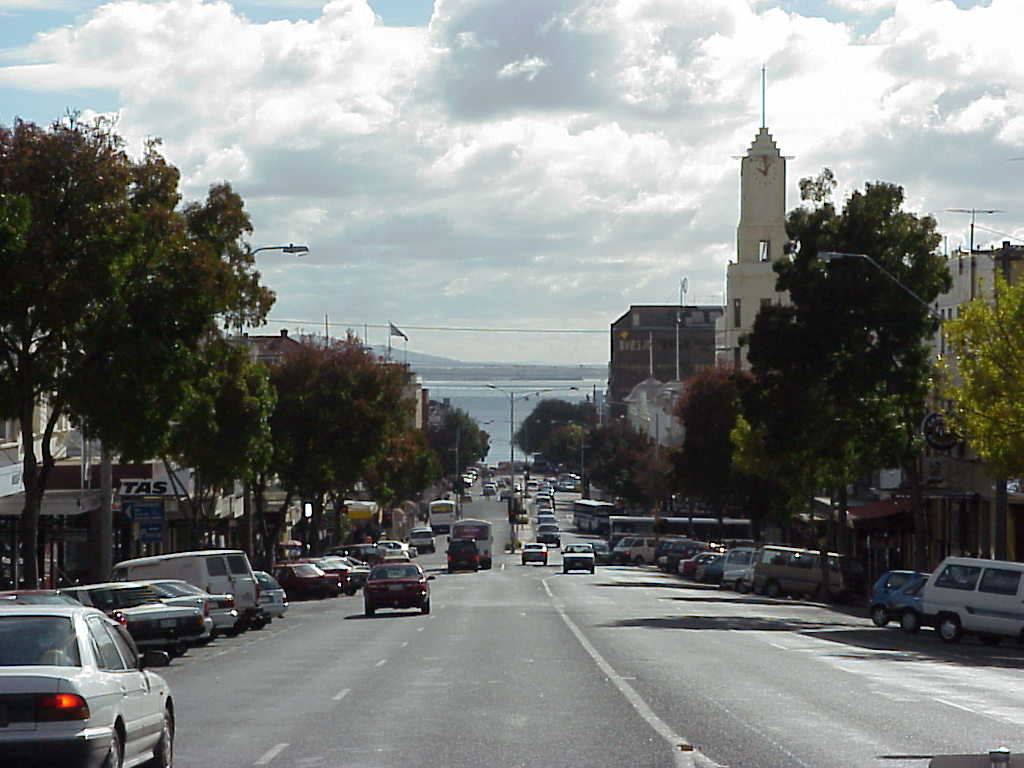
Современный Джелонг, 2011

Роберт Ингпен родился в Джелонге (штат Виктория) в 1936 году (по другим данным — в Восточном Мельбурне). Мать будущего художника была творческой натурой: играла на пианино, танцевала на конкурсах, хорошо шила. Отец занимался бизнесом (осуществлял поставки товаров в супермаркеты). Своё детство художник провёл в Джелонге. Самые ранние воспоминания Ингпена о живописи относятся к рисункам, которые он нарисовал на кирпичной стене своего дома, когда был маленьким мальчиком. «У меня были восковые цветные карандаши для рисования на бумаге, конечно, но я не собирался рисовать на бумаге, я собирался рисовать на стенах. Если вы рисуете восковым карандашом на открытой кирпичной кладке, то не оторваться. И пока я не стал взрослым, эти рисунки на стенах оставались… древними каракулями, которые были связаны с историями, которые я прочитал». Одним из самых сильных разочарований своего детства Ингпен считает фильм «Волшебник страны Оз», где «главными героями были настоящие люди, одетые Трусливым Львом, Страшилом и Железным Дровосеком», что разрушало его представление о книге и вызывало желание самому заняться иллюстрированием.

### Образование
Роберт Ингпен получил среднее образование в Колледже Джелонга, где учился в 1942—1954 годах. В годы обучения в колледже Ингпен сочинял, занимался рисованием, однако не мог похвастаться значительными успехами в овладении общеобразовательными дисциплинами. Позже он вспоминал, что собирался покинуть учебное заведение, считая себя неспособным к обучению, но его удержал преподаватель изобразительного искусства, с которым у него установились дружеские отношения. Подросток серьёзно занимался спортом: был членом команды колледжа по крикету 1954 года, находился в составе сборной колледжа по лёгкой атлетике 1953 года, а в 1954 году стал её капитаном, выступал за футбольную команду колледжа в 1952—1954 годах. Художник сохраняет связи с alma mater, он разработал дизайн и проиллюстрировал книгу «100 лет истории Колледжа Джелонга», опубликованную в 1961 году, разработал обложку книги для биографии многолетнего директора колледжа, преподобного сэра Фрэнсиса Ролланда, написанной Бертом Китом. Художник входил в Совет колледжа Джелонга с 1975 года по ноябрь 1984 года.
Роберт Ингпен поступил в Мельбурнский королевский технологический университет, где изучал изобразительное искусство и дизайн с 1955 по 1958 годы. Курс «Книжное дело» вёл художник Гарольд Фридман, который познакомил Ингпена не только с приёмами иллюстрирования, но и с технологией книжного производства от изготовления бумаги до редактирования текста. Художник отмечал позже, что Фридман был терпелив с ним, но достаточно суров. Центром притяжения Ингпена в это время стали Национальная галерея Австралии и Национальная библиотека Австралии, расположенные рядом с университетом. Позже он утверждал, что именно тогда и там он открыл для себя впервые мир творческих людей.

### Творческая деятельность
По окончании университета художник получил диплом по специальности «Книжная иллюстрация». В 1958—1967 годах Ингпен специализировался на графических работах для научных исследований в CSIRO (Государственное объединение научных и прикладных исследований), куда он поступил на работу в качестве коммуникативного дизайнера, здесь он принимал участие в ряде австралийских природоохранных и экологических проектов. Так в 1963 году по своим эскизам он выполнил стенную роспись для отдела землеведения CSIRO. «Мне нужно было научиться рассказывать о результатах научных исследований, чтобы фермеры, рыбаки и рабочие могли понять экологические проблемы», — рассказывал сам Ингпен об этом периоде своей деятельности. Параллельно он занимался научной работой (так в 1966 году он опубликовал статью «Представление отношений в биотических системах»).
В 1968 году Ингпен начал карьеру независимого художника, уволившись из CSIRO и переехав в Мельбурн. В качестве независимого художника он стал известен в первую очередь как иллюстратор, а также как автор детских книг, книг по истории Австралии (параллельно он продолжал работу и над научными статьями по экологии). Свои первые книжные иллюстрации художник создал только в возрасте 38 лет. Ингпен получил международную известность в 1974 году своими иллюстрациями к детской повести Колина Тиле «Штормик и мистер Персиваль», получив за них Первую премию Совета по изобразительному искусству за иллюстрации детской книги. Всего он создал иллюстраций более чем к ста книгам.

Роберт Ингпен. Флаг Северной территории Австралии, официально утверждён в 1978 году

Роберт Ингпен. Герб Северной территории Австралии, официально утверждён в 1978 году

В 1980 году Роберт Ингпен написал и проиллюстрировал книгу «Путешествие „Чайкоатля“» о группе перуанских рыбаков, которые бежали от преследований испанских конкистадоров, чтобы в итоге оказаться на берегах Австралии в Джелонге. В 1981 году он написал её продолжение «Земля, которую не выбирали», а в 1991 год заключительный том трилогии «Записки „Чайкоатля“». Сюжет книги «Путешествие „Чайкоатля“» стал основой для фестиваля «День „Чайкоатля“», двухдневного мероприятия для детей, которое проходит в Джелонге каждый год в октябре. Этот фестиваль — предмет гордости Ингрена. Он говорит о фестивале: «То, что я пытаюсь сделать, глубоко в глубине души, заключается в том, чтобы каким-то образом помочь сохранить любопытство в жизни, которое связано с воображением… Вы не должны бояться быть изобретательным. Вы можете казаться глупыми в глазах многих, но вы не должны бояться этого, потому что это то, что вас проведет через любые неприятности». Ещё одной его книгой как писателя стала книга с собственными иллюстрациями по истории города Роб на юго-восточном побережье Австралии. Он написал и проиллюстрировал книги о первопоселенцах Австралии и о первых попытках разведения овец в Австралии.
Он создавал фрески в общественных зданиях (в 1968 году для мемориала Джону Клуни-Россу в городе Карлтон, в 1969 году — для здания муниципалитета города Джелонга, в 1970 году — для Института по охране окружающей среды имени Артура Райли в Мельбурне, роспись на тему истории овцеводства в Джелонге для банка СВА, роспись для Управления водного хозяйства города Джелонга). Ингпен спроектировал флаг и герб для Северной территории. Северная территория Австралии никогда не имела статуса колонии или штата, поэтому было решено, что дизайн нового флага будет оригинальным. В основу флага лёг ряд проектов, предложенных общественностью.
Ингпен работал над дизайном почтовых марок, в том числе — марки к двухсотлетию капитана Джеймса Кука и к 50-летию CSIRO. Он также разработал серию почтовых марок «Жизнь первопоселенцев в Австралии».
В 2002 году Роберт Ингпен создал рисунок к гобелену в честь 150-летия Мельбурн Крикет Граунда, крупнейшего в мире по вместительности стадиона для крикета, крупнейшего стадиона всей Австралии и одного из крупнейших в мире. Гобелен изображает эпизоды истории стадиона (Летние Олимпийские игры 1956 года, старейшие в мире ежегодные велосипедные гонки, концерты известных музыкантов) и наиболее важные матчи, сыгранные здесь. Размеры гобелена — 7 метров на 2 метра, его ткали из шерсти семь месяцев мастера Викторианской мастерской гобеленов в Мельбурне. Изображены 200 спортсменов, высота каждой фигурки всего 22 сантиметра. В силу маленького размера лица их неразличимы, спортсмены представлены в форме своей страны (в крикете) или своего клуба (в футболе).
Ингпен принимал участие в ряде природоохранных проектов (включая Swione Hill Pioneer Settlement). Он был одним из основателей Австралийского фонда охраны природы. Опубликовал отчёт «Роль информации в рыбном хозяйстве». Художник осуществил концепт-дизайн открытого (предоставляющего возможность во время поезки на экскурсионном автобусе познакомиться с жизнью африканских животных в условиях, приближенным к естественным) зоопарка Уэрриби (англ. Werribee Open Range Zoo), расположенного вблизи Мельбурна. В разное время художник работал: консультантом по развитию в этнографическом музее-заповеднике Суон-Хилл, консультантом программы ФАО / ПРООН по рыбному хозяйству в Мексике, консультантом программы ФАО / ПРООН по рыбному хозяйству в Перу, был членом временного совета по планированию при Университете Дикина.

## Особенности творчества
Считается, что сильное влияние на Ингпена оказало творчество двух художников: американского иллюстратора Ньюэлла Конверса Уайета (1882—1945) и нидерландского художника Питера Брейгеля Старшего (ок. 1525—1569). Сам художник называет их «молчаливыми наблюдателями». Это влияние заметно в композиции, перспективе, игре света и пространства. По словам самого художника, в его иллюстрациях «ничего особенного не происходит». Он обозначает персонажей и место действия, а после этого оставляет возможность работать воображению читателя и зрителя. Сара Мэйр Кокс отмечает как две наиболее важные черты его творчества стремление помочь читателю в понимании текста и одновременно предоставить ему широкий простор для воображения. Так, например, Джефри Чосер в своём описании внешности трактирщика пишет: «…сноровист, вежлив и речист. Блестели его глаза…». Ингпен от себя добавляет новые детали — у хозяина таверны не хватает одного зуба. Этой деталью, по мнению Кокс, Ингпен приглашает читателей поразмышлять, каковы были правила гигиены и качество питания в Средние века, а также нравы (зуб мог быть выбит в драке, которые тогда не были редкостью) и законы в ту эпоху.
Влияние английского художника XIX века Уильяма Тёрнера заметно в работе Ингпена с цветом, композицией, сюжетом в пейзажах его иллюстраций. На них объекты существуют в дымке, пронизанной сияющими лучами солнца. Художник использует живописную технику Тёрнера, пытаясь передать ощущение величия и тайны происходящего на иллюстрации. Кокс относит творчество Ингпена к классицизму и репрезентативному искусству (для которого характерно точное изображение предметов и событий).
Ингпен считает, что задача иллюстратора — сохранение классических произведений литературы; художник должен «расчищать тропинки, что разбегаются от широкой дороги в лесу воображения». По словам самого Ингпена, в его работе 80 % времени занимает создание концепции и лишь 20 % — «старательное раскрашивание», которое он выполняет акварелью. Встречаются и достаточно резкие и негативные оценки творчества Ингпена: «тщательный, искусный рисовальщик, и только. Он крепко держится за хорошо отточенную и потому беспроигрышную, но, в общем-то, вторичную манеру. Никаких идей или находок, которые могли бы оказаться новыми и ценными для развития иллюстрации, у него в багаже не обнаруживается».

## Известные работы

Роберт Ингпен. Джон Сильвер. Иллюстрация к «Острову сокровищ» Роберта Стивенсона, 1991

- Ингпен получил заказ на работу над романом Роберта Льюиса Стивенсона «Остров сокровищ» в 1991 году в честь столетия его первого выхода в свет. Дата получения заказа совпала с рождением внука художника Питера Арча, которому он посвятил иллюстрированное издание «Острова сокровищ». Работу над романом (70 цветных иллюстраций) Ингпен воспринимал как счастье и одновременно как чрезвычайно трудную задачу. Например, при решении образа предводителя пиратов Джона Сильвера, он исходил из очень краткого описания внешности персонажа, данного самим Стивенсоном: «Левая нога его была отрезана по самое бедро. Под левым плечом он держал костыль и необыкновенно проворно управлял им, подпрыгивая, как птица, на каждом шагу. Это был очень высокий и сильный мужчина, с широким, как окорок, плоским и бледным, но смышлёным и улыбчивым лицом…»[20]. О своей работе над портретом этого героя Ингпен писал (эту свою иллюстрацию художник повторил и на обложке книги):

«Мне было необходимо по возможности больше знать о том, как Сильвер мог себя вести во время различных событий романа. Он удивительно деятелен для одноногого, нагруженного саблями, ружьями, да ещё и с попугаем на плече. Пришлось обратиться к специалисту. Я попросил помощи у своего друга. Он работает хирургом-ортопедом. Опираясь на его знания и советы, я сделал приведённые здесь наброски и эскизы. На их основе и возникли окончательные иллюстрации»— Сара Мэйр Кокс. Страна чудес Роберта Ингпена

Роберт Ингпен. Иллюстрация «Сон Алисы о Стране чудес» на развороте книги Льюиса Кэрролла, 2009

Для иллюстрации характерна тёплая песочная гамма, позаимствованная, по мнению журналиста, у австралийского пейзажа, правдоподобие в сюжетах и исторических деталях, отсутствие сентиментальности и сильный эмоциональный накал: шрамы и морщины на лице пирата, гнев и злоба, пылающие в его глазах.
- Совместно с писателем Майклом Розеном Ингпен в 2001 году создал книгу о творчестве Уильяма Шекспира для подростков, которую он воспринимает как пособие для изучения пьес английского драматурга в школьном курсе. Сначала художник создал наброски, показывающие, как можно разместить на страницах иллюстрации и текст. Эта задача осложнялась тем, что книга включала всего 96 страниц. Иллюстрации рассказывают как о событиях биографии Шекспира, так и о повседневной жизни его эпохи. При работе над рисунками Ингпен посетил сохранившиеся и восстановленные участки Лондона эпохи Елизаветы I Тюдор и Якова I Стюарта[21].
- Иллюстрации к «Алисе в Стране чудес» (70 иллюстраций в цвете) были созданы художником в 2009 году. Иллюстрация Ингпена «Сон Алисы о Стране чудес» представляет собой карту волшебной страны, в которую попала героиня Льюиса Кэрролла. Сара Мэйр Кокс сравнивает технику иллюстрации с картой-схемой, которую используют на уроках учителя литературы при анализе художественного произведения. Ингпен разместил на своей иллюстрации все основные эпизоды сказки, начиная с Алисы, находящейся ещё в реальном мире (в изображении этих сцен Ингпен использовал акварель, а для тех, что происходят в волшебной стране, график использовал другую технику — рисунок карандашом с размывкой). Так он разделяет для читателя мир образов двух разных, хотя и связанных между собой миров. Иллюстрация напоминает искусствоведу настольную игру, в которой присутствуют все необходимые элементы: расчерченное поле, прочерченный путь, весёлая игра, которую представляет собой приключение в пути[22]. Алиса Ингпена — энергичная девочка с каштановыми волосами, характерными для картин Тициана. На ней белое или голубое платье и белый фартук, характерные для некоторых ранних иллюстраций к сказке. Приглушённые цвета акварели и «лёгкая и приятная нечёткость» рисунка придают иллюстрациям ощущение погружённости в сон[23].

## Особенности личности
Многие годы спутницей жизни художника является его супруга Анджела, брак с которой был заключён в 1958 году. В браке родилось четверо детей. Ингпен сожалеет, что не мог им в своё время уделять должного внимания, так как всегда «одной ногой был в реальности, а другой в мире фантазии». Тем не менее, по его мнению, все четверо — творческие, независимые и полные энергии люди. Художник пытается сохранить независимость от искусствоведов, владельцев престижных галерей и меценатов. Ингпен отказывается называть себя художником, использует в применении к своему творчеству термин «иллюстратор». Его образ жизни не походит на повседневную жизнь богемного художника. Он ведёт жизнь заурядного обывателя, светским раутам предпочитает пребывание в кругу семьи. В 90-е годы по собственному проекту он построил большой дом со студией, окна которой выходят в сад. В студии Ингпен работает над иллюстрациями к книгам. Он рано встаёт, работает до шести часов вечера (с коротким перерывом на обед) и может напечатать 25 000 слов в неделю на старой пишущей машинке. При этом он заявляет: «Так я и есть бунтарь. Бунтарь против посредственности».
В настоящее время художник живёт и работает в Барвон-Хедс, недалеко от своего места рождения в Джелонге. У него шесть внуков и три правнука. Ингпен говорит, что ему нравится гулять по пляжу и рассказывать им истории, «Иногда они закатывают глаза и говорят: „Дедушка!“».

## Изучение творчества художника
В 1980 году издательство «Макмиллан» выпустило в Австралии книгу «Роберт Ингпен» (автор текста — Майкл Ф. Пейдж), посвящённую творчеству художника. В 2005 году вышла книга «Искусство Роберта Ингпена», где комментарии к работам художника были сделаны Сарой Мэйр Кокс. В 2012 году эта книга была издана в переводе на русский язык под названием «Страна чудес Роберта Ингпена» и с подзаголовком «Альбом иллюстраций. Секреты великого художника». Автор не задавалась целью создать биографию или каталог работ иллюстратора. Сара Мэйр Кокс попыталась, по её словам, приоткрыть творческий процесс, который стоит за каждой иллюстрацией Роберта Ингпена. Книга была воспринята в России неоднозначно, художественный критик Ольга Виноградова отмечала «смехотворный псевдоискусствоведческий комментарий, мямлящий несуразицу», сам художник в книге «оказывается смешным чудаком, любящим нарисовать картинку к какому-нибудь примитивному философскому измышлению».
В 2016 году к юбилею художника в Австралии была выпущена первым изданием книга «Страна чудес. Искусство иллюстрации Роберта Ингпена». Статьи, посвящённые творчеству художника, в разное время опубликовали такие крупные газеты как британская «The Guardian», австралийские «The Australian» и «The Age».

## Признание
Роберт Ингпен в 1986 году получил премию Ханса Кристиана Андерсена. Он является единственным австралийцем, которому была вручена эта награда (за иллюстрации к роману Патриции Райтсон «Наргун и звезды»). В 1989 году Роберт Ингпен был удостоен Дромкинской медали за заслуги в области детской литературы. Примечательно, что он сам разработал дизайн этой награды ещё в 1982 году. В 2005 году Ингпен получил учёную степень доктора искусств без защиты диссертации, присуждённую на основании значительных заслуг соискателя перед культурой (лат. Doctor of Arts honoris causa) в Мельбурнском королевском технологическом университете. В 2007 году он стал членом ордена Австралии «за заслуги перед литературой в качестве иллюстратора и автора детских книг, за художественное мастерство и просвещение, и за приверженность популяризации здравоохранения». В 2016 году Ингпен получил первую в истории премию за совокупность жизненных достижений от Совета детских книг Австралии, которую ему вручил генерал-губернатор Питер Косгроув.